# بوجارهاپور
بوجارهاپور (به لاتین: Bæjarhreppur) یک منطقهٔ مسکونی در ایسلند است که در وست‌فیردیر واقع شده‌است. بوجارهاپور ۵۱۳ کیلومتر مربع مساحت و ۱۰۰ نفر جمعیت دارد.